# Ivan Azdarov
Ivan Michajlovič Azdarov (in russo Иван Михайлович Аздаров?; Madan, 10 maggio 1916 – Erevan, 3 giugno 1993) è stato un sollevatore sovietico di origini greco-armene, campione europeo nel 1947, che ha gareggiato nelle categorie dei pesi gallo e pesi leggeri.

## Biografia
Ivan Azdarov è nato il 10 maggio 1916 nel villaggio di Madan (ora parte della città di Alaverdi) da una famiglia di origine greca (Adzaridis) i cui antenati si trasferirono in questa zona nel XVIII secolo per lavorare nelle miniere di rame.
Dopo il ritiro dall'attività agonistica, avvenuto nel 1953, svolse l'attività di allenatore nel settore giovanile dello Spartak Sports Club. Morì il 3 giugno 1993. Fu sepolto nel cimitero Sovetashensky a Erevan. Il figlio Mikhail (Misha) Azdarov (1945-2024) fu pilota aeronautico di prima classe, operante nell'aviazione civile.

## Carriera
Iniziò a sollevare pesi a Erevan, allenato da Grigorij Simonjan. A livello nazionale vinse per tre volte la medaglia d'argento (1944, 1946, 1947) e due volte la medaglia di bronzo (1948, 1949) ai campionati sovietici.
Nel 1947, ai secondi campionati europei per sollevatori di pesi sovietici a Helsinki, superò di 10 kg il suo compagno di squadra Aleksandr Donskoj nel totale degli eventi e vinse la medaglia d'oro nella categoria dei pesi gallo, passando alla storia come il primo sollevatore di pesi sovietico a vincere il titolo di campione europeo in quella categoria.